# Azotni ciklus
Azotni ciklus je biogeohemijski ciklus putem koga se azot konvertuje u višestruke hemijske forme dok cirkuliše između atmosfere, kopnenih i morskih ekosistema. Konverzija azota se može sprovesti putem biološkoih i fizičkih procesa. Važni procesi u azotnom ciklusu su fiksacija, amonifikacija, nitrifikacija, i denitrifikacija. Najveći deo zemljine atmosfere (78%) je azot, te je ona najveći izvor azota. Međutim, dostupnost atmosferskog azota je ograničena za biološku primenu, što dovodi do oskudice upotrebljivog azota u mnogim tipovima ekosistema. 
Azotni ciklus je od posebnog interesa za ekologe pošto dostupnost azota može da utiče na stopu odvijanja ključnih procesa ekosistema, uključujući primarnu produkciju i dekompoziciju. Ljudske aktivnosti, kao što je sagorevanje fosilnih goriva, upotreba azotnih veštačkih đubriva, i ispuštanje azota u otpadnim vodama, dramatično su izmenile globalni azotni ciklus.

## Procesi
Azot je prisutan u životnoj sredini u širikom opsegu hemijskih formi uključujući organski azot, amonijum ({\displaystyle {\ce {NH}}}+
4), nitrit ({\displaystyle {\ce {NO}}}−
2), nitrat ({\displaystyle {\ce {NO}}}−
3), azotsuboksid ({\displaystyle {\ce {N2O}}}), azot-monoksid ({\displaystyle {\ce {NO}}}) ili neorganski azotni gas ({\displaystyle {\ce {N2}}}). Organski azot može da bude u obliku žuvih organizma, humusa ili u vidu intermedijarnih produkata dekompozicije organske materije. Procesi azotnog ciklusa transformišu azot iz jedne forme u drugu. Mnogi od tih procesa se odvijaju u mikrobima, bilo u okviru njihogih napora da prikupe energiju ili pri akumulaciji azota u obliku koji je podesan za njihov rast. Na primer, azotni otpad u životinjskom urinu se razlaže posredstvom nitrifikacionih bakterija u zemljištu, nakon čega se ponovo koristi. 

## Literatura
- Carroll, Steven B.; Salt, Steven D. (2004). Ecology for gardeners. Timber Press. стр. 93. ISBN 978-0-88192-611-8.